# Матти (остров)
Матти (англ.  Matty Island ) — остров Канадского Арктического архипелага. В настоящее время остров необитаем (2012).

## География

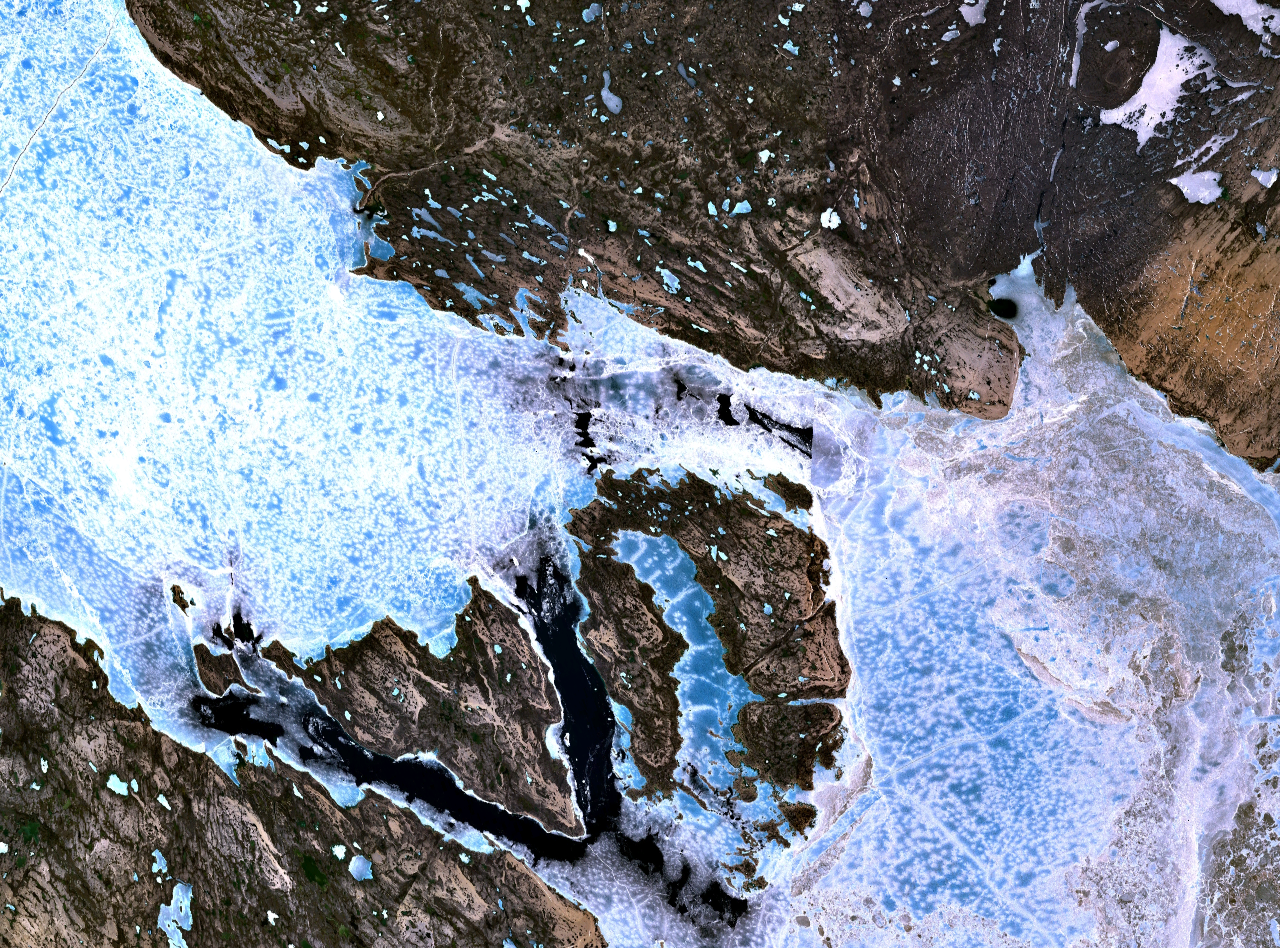

Площадь острова составляет 477 км². Длина береговой линии 285 км. Остров имеет форму подковы. Длина острова составляет 34 км, максимальная ширина — 23 км (11 км — западная часть и 8 км — восточная часть). Также как и остров Кинг-Вильям остров Матти имеет небольшую высоту над уровнем моря — от 5 до 40 метров, достигая максимальной высоты в 60 метров на юго-востоке близ мыса Харди.
Остров Матти расположен в проливе Джеймс-Росс, который отделяет остров Кинг-Вильям от полуострова Бутия и имеет ширину 50 км. Ближайшими соседями являются острова Теннет на западе, от которых Матти отделён 3,7 километровым проливом Веллингтон, и острова Беверли близ юго-восточной оконечности острова.